# استیون رز
استیون پیتر راسل رز (متولد 4 ژوئیه 1938)  عصب‌شناس ، نویسنده و مفسر اجتماعی انگلیسی است. وی استاد بازنشسته زیست شناسی و نوروبیولوژی در دانشگاه آزاد و کالج گرشام لندن است.
دکترای او در بیوشیمی با کار فوق دکترا با هانس کربس در دانشگاه آکسفورد و سپس ارنست چین در کالج سلطنتی لندن دنبال شد.